# Livdragonregementet (1700–1721)
Livdragonregementet var ett dragonregemente inom svenska armén som verkade i olika former åren 1700–1721. Regementet var ett rangregemente under Stora nordiska kriget.

## Historik
Regementet uppsattes av Carl Gustaf Rehnskiöld år 1700 genom värvning. Det deltog därefter med utmärkelse i flertalet fälttåg och slag som svenska armén genomförde 1700–1709 i Polen och Ryssland. Regementet återuppsattes efter kapitulationen vid Perevolotjna, men förminskat och uppgick 1721 i det då bildade yngre Livdragonregementet.

## Heraldik och traditioner
Livdragonregementets fana från 1718 blasonering beskrivs som, duk av enkel dubbel vit damast, lika broderad på båda sidor, dubbelt C under slutenkunglig krona omgivet av lagerkransar med bär. Utmed kanterna en bård. Frans av guld,dubbel, 80 mm bred. Stång av furu, åttkantig. Räfflad med förstärkande järnskenor. Svart målad. Spets avförgylld mässing.

### Fälttåg
Mer kända slag i vilka Livdragonregementet deltog aktivt:

- Narva 1700
- Kliszow 1702
- Punitz 1704
- Fraustadt 1706
- Holowczyn 1708
- Poltava 1709

## Förbandschefer

### Sekundchefer
Sekund- och regementschefer verksamma vid regementet åren 1700–1721. Sekundchef var en titel som användes vid de regementen som ingick i Kungl. Maj:ts Liv- och Hustrupper. Åren 1700–1721 var H M Konungen regementschef.

- 1700–1708: Hugo Johan Hamilton
- 1709–1709: Filip Örnestedt
- 1711–1714: Hans Henrik von Liewen
- 1714–1717 Axel Sparre
- 1717–1721: Erik Odelström